# Treisma
Der heute nicht mehr verwendete Ortsname Treisma (auch Traisma; Latein Tragisamo) bezeichnet mehrere mittelalterliche Siedlungen, die entlang dem Fluss Traisen lagen. Es finden sich etliche Erwähnungen Treismas in historischen Urkunden und Dokumenten, vor allem für die Orte Traismauer, St. Andrä an der Traisen und St. Pölten.

## St. Pölten
Die Forschung geht davon aus, dass einer der in mittelalterlichen Texten als Treisma bezeichneten Orte mit dem frühen mittelalterlichen St. Pölten zu identifizieren ist. Diese Ansicht haben unter anderen Gustav Winter, Karl Helleiner und Karl Gutkas vertreten. So befand sich Treisma laut Karl Gutkas direkt beim Hippolytuskloster, also im St. Pöltner Stadtkern. Peter Scherrer ist hingegen der Ansicht, dass in diesen Texten eine Siedlung im nahegelegenen Pottenbrunn gemeint sei.
Die erste Erwähnung Treismas findet man in der Abschrift einer Urkunde aus dem Jahr 799, in der Graf Gerold die Martinskirche zu Linz von Bischof Waltrich von Passau in Treisma als Lehen erhielt. Die zweite Erwähnung stammt aus der Urkunde Confirmatio Ludovico Pii (823), in der Ludwig der Fromme der Passauer Kirche ihren Besitz bestätigt und eine Siedlung namens Treisma zum passauischen Besitz gezählt wird.